# Marco Zacchera
Marco Zacchera (Verbania, 10 ottobre 1951) è un politico italiano.

## Biografia
Laureato in Economia aziendale all'Università commerciale Luigi Bocconi e in Storia delle civiltà presso l'Università degli Studi del Piemonte Orientale Amedeo Avogadro, è giornalista pubblicista e dottore commercialista.

### La carriera politica
- Nel 1975 è stato eletto consigliere comunale di Verbania, venendo sempre riconfermato nelle successive elezioni.
- Nel 1984 è eletto consigliere provinciale della provincia di Novara per il Movimento Sociale Italiano.
- Nel 1990 è eletto consigliere regionale del Piemonte.
- Nel 1994 è eletto alla Camera dei deputati.
- Nel 1995 è eletto consigliere provinciale della provincia del Verbano-Cusio-Ossola. Si candida a sindaco di Cuneo per Alleanza Nazionale ottenendo il 5,4%
- Nel 1996 è rieletto alla Camera dei deputati per Alleanza Nazionale. È membro della Commissione Affari Esteri e Comunitari. Membro del consiglio direttivo di AN alla Camera
- Nel 2001 è confermato alla Camera dei deputati. Nello stesso anno è stato eletto presidente della delegazione italiana alla UEO di Parigi e componente del Consiglio d'Europa a Strasburgo.
- Nel 2006 è confermato alla Camera dei deputati. È membro della IV Commissione (Difesa), della Delegazione Parlamentare presso l'Assemblea del Consiglio d'Europa e della Delegazione Parlamentare presso l'assemblea dell'Unione dell'Europa.
- Nel 2008 viene rieletto per il PdL. È membro della III Commissione (Affari esteri e comunitari).
- L'8 giugno 2009 viene eletto sindaco di Verbania con il 54,3% dei voti in rappresentanza di una coalizione di centrodestra (Il Popolo della Libertà, Lega Nord Lista Civica per Verbania e UdC).

Anche a seguito di una sentenza della Corte Costituzionale che ha stabilito l'incompatibilità tra parlamentare e sindaco dei Comuni sopra 20 000 abitanti, il 12 gennaio 2012 rassegna le dimissioni da deputato optando per la carica di Sindaco di Verbania. Lo stesso giorno è stato sostituito da Daniele Galli, che ha aderito prima al gruppo del Popolo della Libertà e poi di Futuro e Libertà per l'Italia.

### Altri incarichi
Fortemente impegnato nelle associazioni di volontariato e per la cooperazione internazionale, nel 1981 ha fondato i Verbania Centers, attivi in diversi paesi dell'Africa ed in America del Sud. Dal 2003 è Commissario italiano alla pesca nei laghi Maggiore e di Lugano. Per molti anni è stato arbitro di calcio.

## Opere
- Diario Romano, 2008, La Prealpina
- Staffette - dal mangiadischi al CD, 2008, Press Grafica
- Nelle reti del tempo, 2010, edizioni Magazzeno Storico Verbanese
- Inverna, 2012, edizioni Alberti
- La moscheruola, 2015, edizioni Alberti
- Integrazione (im)possibile? Quello che non ci dicono su Africa, Islam e immigrazione, I Libri del Borghese, 2018